# Guerre Ming-Kotte
La guerre Ming-Kotte (chinois traditionnel : 明-錫蘭山國戰爭 ) est un conflit militaire entre les troupes de la Chine de la dynastie Ming et celle du royaume cinghalais de Kotte dans les territoires méridionaux de Ceylan. Le conflit a lieu lorsque la flotte de bateaux-trésor de la Chine des Ming revient à Ceylan en 1410 ou 1411. Elle s’achève par la chute de la capitale du royaume et le renversement du roi Vijayabahu VI, qui se prétendait au service de la famille Alagakkonara, qui est remplacé par Parakramabahu VI, issus de la famille royale qui régnait avant Vijayabahu.

## Situation avant le conflit
Au Sri Lanka, la dynastie Alagakkonara, originaire du sud de l'Inde et qui c'est emparée du royaume de Kotte, mene et remporte une guerre contre le royaume de Jaffna. Grâce à ce conflit, Vira Alakeshvara acquiert un prestige militaire, qui lui permet de prendre rapidement le pouvoir et de régner sur Kotte. Si, au début, il laisse sur le trône un roi fantoche de l'ancienne dynastie royale, il finit par prendre directement le pouvoir.
Lors de ses voyages, l'amiral Zheng He et sa flotte de bateaux-trésors arrivent dans les eaux de Ceylan, dans le but avoué d'établir le contrôle de la Chine sur les routes maritimes situées autour de Ceylan et du sud de l'Inde. Mais Alakeshvara constitue une menace pour le commerce chinois, car il se livre à la piraterie.
À cause de l'hostilité d'Alakeshvara envers la présence chinoise à Ceylan; lors de son premier voyage, Zheng décide de quitter l'île pour d'autres destinations. Il est probable que le prince de l'époque, Parakramabahu VI, ou des intermédiaires agissant en son nom, ait profité de la présence de Zheng pour solliciter l'aide de ce dernier, afin que l'amiral chinois adopte une attitude hostile envers Alakeshvara et épouse la cause du prince.
Dans tous les cas, ces contacts semble avoir été fructueux, car, lors de son troisième voyage, la flotte chinoise retourne au royaume de Kotte, dans le but avoué de déposer Alakeshvara par la force. Dreyer (2007) affirme que ce conflit a probablement eut lieu lors du voyage aller de la flotte chinoise en 1410, plutôt que lors du voyage de retour en 1411, mais il note également que la plupart des auteurs pensent que l'affrontement s'est produit pendant le voyage de retour en 1411.

## Déroulement du conflit
À leur retour à Ceylan, les Chinois adoptent une attitude autoritaire et méprisante envers les Cinghalais, qu'ils considèrent comme étant grossiers, irrespectueux et hostiles. Ils regrettent également que les Cinghalais agressent les pays voisins, qui entretiennent des relations diplomatiques avec la Chine des Ming. Zheng He et un contingent de 2 000 soldats chinois  se rendent par voie terrestre jusqu'à Kotte, car Alakeshvara les attire sur son terrain. Alakeshvara isole rapidement Zheng et ses troupes de la flotte chinoise ancrée à Colombo, et prévoit de lancer une attaque surprise contre la flotte.
En réponse, Zheng et ses troupes envahissent le royaume de Kotte et s'emparent de sa capitale. Ils capturent Alakeshvara avec sa famille et ses principaux fonctionnaires,. L'armée cinghalaise regagne alors la capitale en toute hâte et l'encercle, mais est vaincue à plusieurs reprises par les troupes d'invasion chinoises. Après leur victoire, les soldats chinois quittent la capitale et combattent en avancant pendant six jours, avant de réussir à regagner la flotte.

## Conséquences
« Straight-away, their dens and hideouts we ravaged, 
 And made captive that entire country, 
 Bringing back to our august capital, 
 Their women, children, families and retainers, leaving not one, 
 Cleaning out in a single sweep those noxious pests, as if winnowing chaff from grain... 
 These insignificant worms, deserving to die ten thousand times over, trembling in fear... 
 Did not even merit the punishment of Heaven. 
 Thus the august emperor spared their lives, 
 And they humbly kowtowed, making crude sounds and 
 Praising the sage-like virtue of the imperial Ming ruler. »

Une fois achevé le troisième voyage de la flotte de bateaux-trésors , Zheng He retourne à Nanjing le 6 juillet 1411 et présente les captifs cinghalais à l'empereur Yongle, qui décide finalement de libérer Alakeshvara et de le ramener à Ceylan,.
Yongle demande ensuite au ministre des Rites (禮部) de recommander quelqu'un pour devenir le nouveau roi de Kotte. Selon ce qui est consigné dans les archives chinoises, c'est Parakramabahu VI qui est choisi par les Cinghalais présents à la cour des Ming, nommé par l'empereur Ming, et installé sur le trône de Kotte avec le soutien de Zheng et de sa flotte.
Le 13 septembre 1411, l'empereur accorde à la fois des récompenses et des promotions à ceux qui ont participé à la guerre contre le royaume de Kotte, à la suite des recommandations conjointes du ministère de la Guerre et du ministère des Rites.
Lorsque les ambassadeurs chinois arrivent a Kotte, la précédente dynastie cinghalaise a déjà repris le pouvoir. C'est ainsi que les Chinois se sont alliés à Parakramabahu VI et ont détrôné Alakeshvara en sa faveur,.
Avec Parakramavahu VI à la tête de Ceylan, les relations économiques et diplomatiques entre la Chine et le royaume insulaire s'améliorent, et, lors des voyages suivants, Zheng et la flotte chinoise peuvent faire escale à Ceylan sans faire face à la moindre hostilité.